# 모로레아티노
모로레아티노(이탈리아어: Morro Reatino)는 이탈리아 라치오주 리에티도에 위치한 코무네다. 로마로부터 북동쪽 80km, 리에티로부터 북쪽 15km 거리에 있다.